# Incești (okręg Bihor)
Incești – wieś w Rumunii, w okręgu Bihor, w gminie Ceica. W 2011 roku liczyła 402 mieszkańców.